# Koloman Kvas
Koloman Kvas, slovenski učitelj. * 30. november, 1790, Rožički Vrh, † 29. december, 1867, Gradec.
Leta 1823 je začel učiteljevati v slovenščini na graškem liceju. Kvas je izobraževal mlade Slovence, ki so kasneje postali duhovniki, učitelji, notarji, uredniki in učitelji. Pri poučevanju je sprva uporabljal slovnico Janeza Šmigoca, kasneje je postal zagovornik dajnčice ter Lehrbuch der windischen Sprache Petra Dajnka. Pomagal je tudi Dajnkovemu učencu, Vidu Rižnerju pri prevajanju štirih evangelijev v vzhodno štajersko narečje. Ko je Anton Martin Slomšek prepovedal dajnčico, se je Kvas opredelil za gajico.
Leta 1848 je bil nekaj časa predsednik društva Graške Slovenije.